# Bomarsund (Verenigd Koninkrijk)
Bomarsund is een dorp in Northumberland, in het Verenigd Koninkrijk. Het is gelegen ten noorden van Bedlington en iets ten zuiden van Stakeford.
Het dorp is ontstaan bij een open kolenmijn die geopend werd in 1854, en gesloten in 1968. Het dorp werd genoemd naar het Russische fort Bomarsund op de eilandengroep Åland, dat een jaar eerder door de Britten en Fransen was vernietigd in het kader van de Krimoorlog.
Heden ten dage is in het dorpje een bierbrouwerij (Northumberland Brewery) gevestigd.